# Viação Cometa
Viação Cometa S/A é uma empresa brasileira de ônibus rodoviários. Por décadas, operou linhas na região Sudeste, no Brasil, baseada num modelo norte-americano, inspirando-se na empresa Greyhound Lines.

## História

### Antecedentes e fundação da empresa

Nos seus primórdios, a Cometa realizava viagens ligando a cidade de São Paulo a Santos, no litoral

A história da Viação Cometa começa em 1937. O aviador italiano Comendador Tito Mascioli decidiu morar no Brasil, em São Paulo, no bairro Jardim América, definitivamente após chegar ao país pela primeira vez tripulando uma esquadrilha composta por 14 aviões Savoia-Marchetti S.55 da Aeronáutica Italiana. Ele se tornou cunhado do agrimensor Arthur Brandi que, em 1937, fez um loteamento na região do bairro do Jabaquara, na zona Sul de São Paulo. A distância da região central de São Paulo impediu um sucesso maior das vendas. Então, Mascioli decidiu, através de concessão pública, criar uma linha de ônibus urbanos entre o Jabaquara e a Praça da Sé, no centro da cidade de São Paulo. A empresa inicialmente se chamava Auto Viação Jabaquara S/A. O empreendimento do ramo de transporte foi até melhor sucedido que o do ramo imobiliário. A Auto Viação Jabaquara chegou a ser responsável por quase a metade de todo o transporte coletivo da cidade de São Paulo. Em 9 de março de 1947 foi criada a CMTC - Companhia Municipal de Transportes Coletivos, que encampou as linhas da Auto Viação Jabaquara. Mesmo Mascioli trabalhando como Tesoureiro na CMTC, ele não recebeu indenizações pelas linhas de ônibus apropriadas pela empresa pública. No mesmo ano, ele comprou uma empresa de ônibus existente desde 1943, a Empresa Auto Viação São Paulo-Santos Ltda., e em 7 de maio de 1948, o nome da companhia foi mudado para VIAÇÃO COMETA S/A, inspirados no logotipo da Auto Viação São Paulo - Santos Ltda., um Cometa em forma de estrela cadente.